# 桑克蒂厄里冰川
桑克蒂厄里冰川（英語：Sanctuary Glacier），是南極洲的冰川，位於阿蒙森海岸，流經風琴管峰，最終注入斯科特冰川，美國地質調查局根據測量和該國海軍的空中照片繪入地圖，現時由南極條約體系管理。